# Eleições gerais na Bolívia em 2020
As eleições gerais foram realizadas na Bolívia em 18 de outubro de 2020, após dois adiamentos. O motivo da realização desta edição é a eventual invalidade das eleições anteriores que levaram a protestos intensos no país em 2019 e ocasionaram a renúncia do presidente Evo Morales e a formação de um governo interino liderado pela ex-presidente, Jeanine Áñez. Todos os votos foram apurados, com Luis Arce sendo eleito com 55,1%. A ONU e a OEA ambas disseram que não há evidências de fraude nas eleições.

## Antecedentes
Em 10 de novembro de 2019, após 19 dias de protestos civis após os disputados resultados eleitorais de outubro de 2019 e a divulgação de um relatório da OEA, que alegava irregularidades no processo eleitoral, sindicatos, militares e policiais da Bolívia, sugeriu que o presidente Evo Morales renuncia. Depois que o general Williams Kaliman Romero fez público o pedido de demissão de Morales, Morales obedeceu, acompanhado por outras demissões de políticos de alto nível ao longo do dia, alguns citando temores pela segurança de suas famílias. O governo do México ofereceu asilo político a Morales no dia seguinte, o que Morales aceitou um dia depois.
Como o vice-presidente Álvaro Garcia Linera, a presidente do Senado Adriana Salvatierra e a presidente da Câmara dos Deputados Víctor Borda, já havia se demitido, não existiam sucessores explicitamente designados pela constitucionalidade. Além disso, o primeiro vice-presidente do Senado, Rubén Medinaceli, também renunciou. Isso deixou Jeanine Añez, a segunda vice-presidente do Senado, como a autoridade de mais alto escalão ainda no cargo e a levou a anunciar que estaria disposta a ascender à presidência em caráter provisório, a fim de convocar novas eleições. Assim, em 12 de novembro de 2019, Añez assumiu temporariamente o cargo no Senado da Bolívia, colocando-se formalmente na linha de sucessão como Presidente interina do Senado e, com base nisso, procedeu a se declarar Presidente Constitucional do país. Sua adesão ao cargo foi formalmente legitimada por uma decisão do Tribunal Constitucional Plurinacional no mesmo dia, que declarou que ela havia assumido o cargo ipso facto legalmente, de acordo com o precedente estabelecido na Declaração Constitucional 0003/01, de 31 de julho de 2001. Muitos manifestantes se opuseram a Añez, e isso gerou conflitos violentos entre eles e a polícia. Esses conflitos culminaram nos massacres de Senkata e Sacaba, cometidos pela polícia contra indígenas.
Em 20 de novembro, Evo Morales ofereceu-se para não concorrer como candidato à presidência se lhe fosse permitido retornar à Bolívia e concluir seu mandato.
No mesmo dia, o governo interino apresentou um projeto de lei que visava abrir caminho para novas eleições. O congresso das duas câmaras deveria debater o projeto que anularia a eleição de 20 de outubro e nomearia uma nova junta eleitoral nos 15 dias seguintes à sua aprovação, abrindo caminho para uma nova votação. O projeto, elaborado em conjunto pelo MAS e legisladores anti-Morales, foi aprovado em 23 de novembro; também proibiu Morales de participar das novas eleições. Em troca, o governo de Áñez concordou em retirar as forças armadas de todas as áreas de protesto (embora alguns militares ainda estivessem autorizados a permanecer em algumas empresas estatais para "impedir o vandalismo"), revogar seu decreto que concedia imunidade ao exército de processo criminal, libertação presa em flagrante. - Manifestantes de Morales, protegem legisladores e líderes sociais dos ataques e compensam as famílias dos mortos durante a crise. Ela aprovou o projeto logo em seguida.
Em 5 de dezembro, a presidente do governo interino Jeanine Áñez disse que não será candidata nem fará política para nenhum candidato à presidência. Isso foi reiterado em 15 de janeiro de 2020 pelo ministro da Presidência Yerko Núñez, que disse que "[Áñez] não será candidato. O presidente declarou em várias ocasiões: ela não será candidata; este é um governo de paz, transição e administração, porque você não pode parar o aparato estatal ".

## Sistema eleitoral
O presidente da Bolívia é eleito usando um sistema de duas rodadas modificado: um candidato é declarado vencedor se receber mais de 50% dos votos, ou mais de 40% dos votos e estiver 10 pontos percentuais à frente de seu rival mais próximo. Se nenhuma das condições for atendida, será realizada uma eleição de segundo turno entre os dois principais candidatos.

## Candidatos presidenciais
Em 19 de janeiro de 2020, seis candidatos declararam oficialmente sua intenção de concorrer à presidência: 
| Partido | Partido                             | Candidato presidencial     | Candidato a vice-presidente |
| ------- | ----------------------------------- | -------------------------- | --------------------------- |
|         | Movimento pelo Socialismo (MAS)     | Luis Alberto Arce Catacora | David Choquehuanca          |
|         | Comunidade Cívica                   | Carlos Mesa                | Gustavo Pedraza             |
|         | Unidade Cívica Solidária (UCS)      | Luis Fernando Camacho      | Marco Pumari                |
|         | TBA                                 | Chi Hyun Chung             | Paola Barriga               |
|         | Movimento do Terceiro Sistema (MTS) | Félix Patzi                | Lucila Mendieta             |
|         | TBA                                 | Jorge Quiroga Ramírez      | TBA                         |

## Candidatos oficiais
As seguintes alianças e/ou partidos oficializaram sua participação e tiveram seus candidatos à presidência e vice-presidência da Bolívia nestas eleições, ordenados de acordo com sua localização nas urnas após o sorteio realizado em 19 de fevereiro:
| Partido ou coalizão | Creemos                      | MAS-IPSP                    | FPV                  | PAN-BOL                  | CC                     |
| Partido ou coalizão |                              |                             |                      |                          |                        |
| Presidente          | Luis Fernando Camacho Vaca   | Luis Arce Catacora          | Chi Hyun Chung       | Feliciano Mamani Ninavia | Carlos Mesa Gisbert    |
| Vice-presidente     | Marco Antonio Pumari Arriaga | David Choquehuanca Céspedes | Salvador Pinto Marín | Ruth Nina Juchani        | Gustavo Pedraza Mérida |
| Lema                | Creo en Vos                  | Un Solo Corazón             | Chi Puede            | -                        | Primero la Gente       |

## Resultados oficiais
Os resultados oficiais publicados pelo Órgão Eleitoral Plurinacional são os seguintes:

### Presidente e Vice-presidente
| Candidatos(as)      | Candidatos(as)             | Candidatos(as)               | Partido            | Partido            | Aliança/Partido    | Aliança/Partido    | Votos     | %         |
| ------------------- | -------------------------- | ---------------------------- | ------------------ | ------------------ | ------------------ | ------------------ | --------- | --------- |
|                     | Luis Arce Catacora         | David Choquehuanca Céspedes  |                    | MAS-IPSP           |                    | MAS-IPSP           | 3.394.052 | 55,11%    |
|                     | Carlos Mesa Gisbert        | Gustavo Pedraza Mérida       |                    | FRI                |                    | CC                 | 1.775.953 | 28,83%    |
|                     | Luis Fernando Camacho Vaca | Marco Antonio Pumari Arriaga |                    | Ind.               |                    | Creemos            | 862.186   | 14,00%    |
|                     | Chi Hyun Chung             | Salvador Pinto Marín         |                    | Ind.               |                    | FPV                | 95.255    | 1,55%     |
|                     | Feliciano Mamani Ninavia   | Ruth Nina Juchani            |                    | PAN-BOL            |                    | PAN-BOL            | 31.765    | 0,52%     |
| Votos válidos       | Votos válidos              | Votos válidos                | Votos válidos      | Votos válidos      | Votos válidos      | Votos válidos      | 6.159.211 | 94,99%    |
| Votos nulos         | Votos nulos                | Votos nulos                  | Votos nulos        | Votos nulos        | Votos nulos        | Votos nulos        | 233.378   | 3,60%     |
| Votos em branco     | Votos em branco            | Votos em branco              | Votos em branco    | Votos em branco    | Votos em branco    | Votos em branco    | 91.419    | 1,41%     |
| Total de inscritos  | Total de inscritos         | Total de inscritos           | Total de inscritos | Total de inscritos | Total de inscritos | Total de inscritos | 7.332.926 | 7.332.926 |
| Participação        | Participação               | Participação                 | Participação       | Participação       | Participação       | Participação       | 6.484.008 | 88,42%    |
| Abstenção           | Abstenção                  | Abstenção                    | Abstenção          | Abstenção          | Abstenção          | Abstenção          | 848.918   | 11,58%    |
| Resultados Oficiais |                            |                              |                    |                    |                    |                    |           |           |

## Reações

### Nacionais
- A presidente interina Jeanine Áñez Chávez foi a primeira presidente a parabenizar o candidato Luis Arce e reconhecer sua vitória, ao mesmo tempo, Añez também pediu a Arce e Choquehuanca que governem com a Bolívia e a Democracia em mente.[34]

- O candidato presidencial Carlos Mesa Gisbert reconheceu sua própria derrota, observando que os resultados deram uma "vitória retumbante" ao candidato do MAS, Luis Arce. Dias depois, Mesa também parabenizou o presidente eleito Luis Arce e o vice-presidente eleito David Choquehuanca, desejando-lhes uma gestão bem-sucedida em benefício da Bolívia.[35][36][37]

- O candidato presidencial Jorge "Tuto" Quiroga (que retirou sua candidatura poucos dias antes das eleições), também felicitou Luis Arce e David Choquehuanca e expressou que apesar de suas grandes divergências políticas com o MAS-IPSP, ainda assim, deseja-lhes sucesso em face ao enorme desafio económico do país.[38]

- O candidato presidencial Luis Fernando Camacho nunca parabenizou Luis Arce, mas reconheceu os resultados eleitorais finais que deram a dupla Luis Arce e David Choquehuanca o vencedor.[39]

### Internacionais
Representantes da Agência dos Estados Unidos para o Desenvolvimento Internacional (USAID) e da Organização dos Estados Americanos (OEA) chegaram à Bolívia em 9 de janeiro de 2020, para monitorar as eleições de 3 de maio. A USAID foi expulsa em 2013.